# Hooke (Mondkrater)
Hooke ist ein Einschlagkrater auf der nordöstlichen Mondvorderseite, nordwestlich des großen Kraters Messala und südöstlich des etwa gleich großen Shuckburgh.
Das Innere ist eben, der Kraterwall erodiert.
| Buchstabe | Position           | Durchmesser | Link |
| --------- | ------------------ | ----------- | ---- |
| D         | 40,65° N, 55,78° O | 19 km       |      |

Der Krater wurde 1935 von der IAU nach dem britischen Physiker Robert Hooke offiziell benannt.